# Тугела
Тугела (позната и као Тукела) је највећа ријека у покрајини Квазулу-Натал, у Јужноафричкој Републици. Са укупном дужином од 531 км (330 миља), једна је од најважнијих река у земљи.
Површинам слива износи око 29.100 km². Извире у Дракенским планинама, недалеко од границе према Лесоту. Улива се у Индијски океан, северно од града Дурбана. Позната је по истоименим водопадима 848 m, највишим у Африци, а међу највишим у свету. Горњи део тока с водопадима (укупно 5) обухвата национални парк Натал. Није пловна. У сливу Тугеле налазе се богата налазишта угља.